# Rozpadłe Siodło
Rozpadłe Siodło (ok. 1930 m) – niewielka przełączka w Rozpadłej Grani w słowackich Tatrach Zachodnich. Zbudowana ze skał wapiennych grań  oddziela dwie dolinki:  Świstówkę Liptowską i Dolinkę Rozpadłą. Rozpadłe Siodło znajduje się w mało stromym odcinku tej grani pomiędzy szczytem Krzesanicy (2122 m) a Rozpadłą Kopą (ok. 1940 m). Jest to rozległe i płytko wcięte trawiaste siodło. Również górna część obydwu jego stoków jest trawiasta. Natomiast dolna część stoków wschodnich, opadających do Dolinki Rozpadłej podcięta jest kamienistymi ściankami.
Po zachodniej stronie Rozpadłego Siodła znajduje się otwór jaskini Lodowa Studnia.